# Integrovaná prevence a omezování znečištění

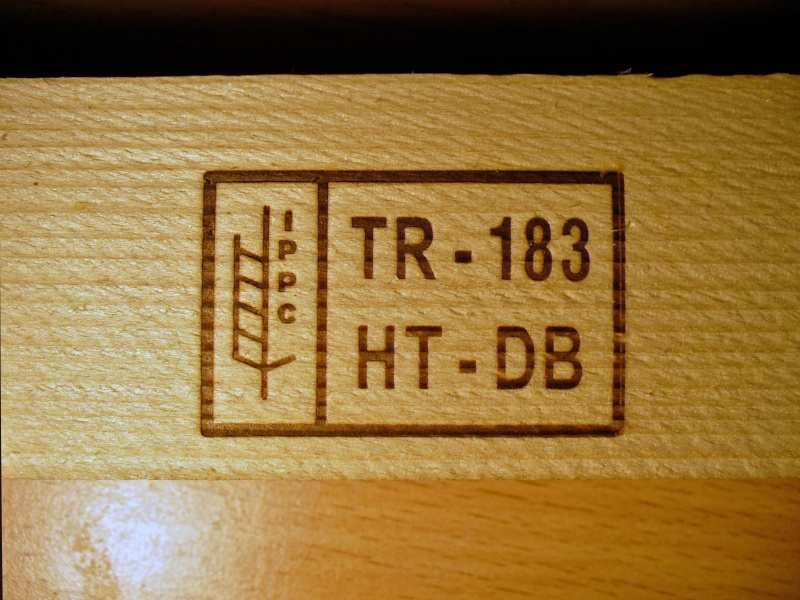
IPPC logo na dřevěné desce

Integrovaná prevence a omezování znečištění (Integrated Pollution Prevention and Control, zkratka IPPC) je přístup k ochraně životního prostředí, který je v Evropské unii uzákoněn směrnicí 2008/1/ES o IPPC. Do českého práva se dostal zákonem č. 76/2002 Sb., o integrované prevenci, který byl několikrát novelizován.
Cílem IPPC je ochrana životního prostředí jako celku (voda, půda, ovzduší, odpady) před znečištěním z průmyslových a zemědělských podniků. Je založené na preventivním přístupu použitím tzv. nejlepších dostupných technik nebo technologií (BAT – Best Available Techniques), které jsou stanoveny v referenčních dokumentech (BREF), jež připravuje Evropská komise ve spolupráci s průmyslem, nevládními organizacemi a členskými státy EU.
Základem IPPC je tzv. integrované povolování pro vybranou průmyslovou a zemědělskou činnost stanovenou zákonem č. 76/2002 Sb., které vydává příslušný krajský úřad nebo ministerstvo životního prostředí). Základním nástrojem IPPC je tzv. integrované povolení a povolovací řízení, směřující k jeho vydání a periodickému obnovování. Integrované povolení nahrazuje několik rozhodnutí, vyjádření a souhlasů příslušných správních orgánů.
V současné době je projednáván v Evropské unii návrh nové směrnice o omezování průmyslového znečištění, který v sobě zahrnuje jak současnou směrnici IPPC, tak i směrnice o spalovnách odpadů, velkých spalovacích zařízeních atd.